# Baltisch voetbalkampioenschap 1913/14
In 1913/14 werd het zevende voetbalkampioenschap gespeeld dat georganiseerd werd door de Baltische voetbalbond. De eindronde werd geherstructueerd. De vele regionale kampioenen bekampten elkaar eerst voor een ticket in de eindronde. Voor het eerst namen er teams uit de Pommerse hoofdstad Stettin deel aan het kampioenschap. Prussia-Samland werd kampioen en plaatste zich voor de eindronde om de Duitse landstitel. De club verloor in de eerste ronde van VfB Leipzig met 4-1. 

## Deelnemers aan de eindronde
| Club                          | Gekwalificeerd als        |
| ----------------------------- | ------------------------- |
| SV Prussia-Samland Königsberg | Kampioen van Oost-Pruisen |
| Stettiner FC Titania          | Kampioen van Pommeren     |
| BuEV Danzig                   | Kampioen van West-Pruisen |

## Eindstad
| Plaats | Club                          | Wed. | W | G | V | Saldo | Ptn. |
| ------ | ----------------------------- | ---- | - | - | - | ----- | ---- |
| 1.     | SV Prussia-Samland Königsberg | 2    | 2 | 0 | 0 | 9:1   | 4:0  |
| 2.     | Stettiner FC Titania          | 2    | 1 | 0 | 1 | 5:6   | 2:2  |
| 3.     | BuEV Danzig                   | 2    | 0 | 0 | 2 | 2:9   | 0:4  |

|  | Kampioen |